# 파라 프랭클린
파라 프랭클린(Farrah Franklin, 1981년 5월 3일 ~ )은 미국의 가수로, 데스티니스 차일드의 일원이었다.

## 디스코그래피
싱글
- 2008: "Lolli Pop"
- 2015: "Magic N Makeup"
- 2016: "Over"
- 2017: "Billion Dolla Fantasy"
- 2018: "Build Me Up" (with Lucky Harmon)
- 2020: "Push Up On Me"